# Василије Данилович Холмски
Кнез Василије Данилович Холмски (Холмској) (1460-те, Москва – јесен 1524, Белоозеро) – руски државник и војсковођа, гувернер, намесник и бољар за време владавине свог таста, великог кнеза московског Ивана III и Василија III.
Из кнежевске породице Холмски. Најмлађи син чувеног војсковође кнеза Данила Димитријевича Холмског, последњег представника старије лозе кнежева Холмских и кнегиње Василисе Ивановне (умрла после 1511. године), унуке кнеза Ивана Димитријевича Всеволожа. Имао је старијег брата, бојара Семјона Даниловича.

## Биографија

### Служба у време владавине великог кнеза Ивана III
Године 1492. и 1495. учествовао је у новгородским походима као први командант великог пука, где се истакао храброшћу и приметио га је велики кнез Иван III. У октобру 1495. године, бољаров син је био у пратњи великог кнеза Ивана III на путовању у Новгород.
Велики кнез Иван III је 13. фебруара 1500. године удао своју другу ћерку кнегињу Феодосију за кнеза Василија Холмског. Млади пар венчао је митрополит Симон у московској Успенској цркви. На венчању добија накит и марамицу на поклон од свог таста. Међутим, његова жена је умрла годину дана након ступања у брак, 19. фебруара 1501. године. Захваљујући браку, заузео је водеће позиције у ужем кругу великог кнеза Ивана III и у Бојарској думи, чији је статус постао близак статусу кнеза Ивана Јурјевича Патрикијева. Чак ни рана смрт његове супруге није одмах променила положај кнеза Василија Холмског у Бојарској думи.
У дипломатској документацији од августа 1502. до марта 1504. године, у преписци литванских сенатора и руских бојара, наступао је као вођа групе чланова Думе и називан је „московским намесником“, а такође и „московским губернатором“. Он и његова комисија су одвојено обавештени о избору великог војводе Литваније Александра (зета великог кнеза Ивана III) за краља Пољске. Приредио је пријем за литванске амбасадоре на свом двору.
Током Руско-литванског рата 1500-1503. године, у јулу 1502. године, други командант Великог пука, учествовао је у походу на Смоленску кнежевину заједно са сином великог кнеза Ивана III, кнезом Димитријем II Жилком и другим кнежевима и командантима. Током кампање је заробио много заробљеника, али је безуспешно опсео град и вратио се у Москву у октобру. У септембру исте године, у име великог кнеза Ивана III Великог, кнез Василиј Данилович Холмски, „губернатор Москве“, упутио је писмо литванским господарима Раде.
У јануару 1503. године, у руско-литванским дипломатским документима назван је „московским гувернером“ и водио је преговоре са литванским гласником. Почетком марта исте године примио је пољског и литванског амбасадора у Москви. Добио је титулу бољарина, вероватно крајем 1503. или у пролеће 1504. године. У децембру 1503. године, четири световне личности су присуствовале писању тестамента великог кнеза Ивана III, од којих је прва именована као бољар кнез Василије Данилович Холмски.
У марту 1504. године седео је за столом и гозбио се са литванским амбасадором С. Глебовим пре повратка у домовину. У априлу исте године, кнез Василије Холмски је био учесник у локалном спору између А. Сабурова и Г. Заболотског.
Током руско-казанског рата 1505-1507. године, у септембру 1505. године, у вези са нападом казанског кана Мухамеда-Емина на руске границе код Нижњег Новгорода, послат је на челу војске у Муром.

### Служба у време владавине великог кнеза Василија III
Почетком јуна 1506. године, велики кнез Василије III Иванович га је послао са коњичком војском у Казањ да помогне кнезу Дмитрију II Ивановичу Жилки, али, ујединивши се, московска војска је поново поражена од Татара. У октобру исте године, гувернер у Нижњем Новгороду.
У руско-литванском рату 1507-1508. године, 1507. године је предводио велику војску у поход на Казањ. У октобру исте године, он одбија Литванце код Мстиславља и Полоцка, заједно са Јаковом Захарјевичем Кошкином-Захарјином.
У априлу 1508. године, бојар је известио великог кнеза Василија III, судију Д. В. Ховрина, о наслеђу кемских кнежева у Пошехоњу. Исте године га је велики кнез Василије III послао у Брјанск против трупа литванског и пољског краља Жигмунда I Старог. Након пораза других руских команданата, напредовао је од Можајска ка Вјазми, одакле се, победивши Литванце, пребацио ка Дорогобужу, где је победио литванског хетмана Станислава Кишку, који се сакрио у Смоленску, али тек након доласка појачања. Прогонећи га, кнез Василије Холмски је окупирао Дорогобуж, Стародуб и кренуо ка Брјанску. Након заузимања Стародуба, остављен је тамо као први командант. Након закључења мира са Великим војводством Литванијом, опозван је у Москву.
Између 8. и 26. новембра 1508. године, из разлога који нису сасвим јасни, ухапшен је у Москви по наређењу великог кнеза Василија III.
Године 1509. прогнан је у Кирило-Белозерски манастир, где је умро у затвору 15 година касније, 1524. године. Није објављен разлог хапшења. Према једној верзији коју је изнео историчар, принц М.М. Према Шчербатову, кнез Василије Холмски је пао у немилост тиме што је желео да на престо уздигне кнеза Димитрија Ивановича Унука (умро 1509. године), ривала великог кнеза Василија III, који је био у затвору. П.Н. Петров истиче да је хапшење највероватније уследило након неправедне сумње с обзиром на несумњива права кнеза Василија Даниловича на посед Твера.
Према родослову, показано је да је без деце.
Велики земљопоседник. Поседовао је имања у 6 округа, наслеђена од оца, а касније и од брата.
У јануару 1511. године, кнегиња Василиса, супруга кнеза Данила Димитријевича Холмског је дала прилог Тројице-Сергијевском манастиру, задужбини свог мужа, који је он пренео на њу и децу, кнеза Семјона и Василија Даниловича, села са насељима у Московском и Рузском округу.

## Критика
Постоје различита гледишта у вези са временом када је кнез Василије Данилович Холмски добио титулу бољара: А. А. Зимин је сматрао да је кнез Василије Холмски добио чин думе тек у јуну 1504. године, када је, као бољар, потписао локалну повељу двора П. М. Плешчејева и П. Г. Заболотског.
С. Н. Богатирјов хипотетички повезује кнеза Василијеа Холмског са његовим браком са кнегињом Феодосијом, ћерком великог кнеза Ивана III, 1500. године.
Н. Ш. Колман датира бољара Холмског у лето 1502. године.
Г. Алеф није поменуо кнеза Василија Холмског међу бољарима.
В. Д. Назаров доказује да је кнезу Василију Холмском додељен највиши думски чин у вези са његовим браком са кнегињом Феодосијом у фебруару 1500. године и повезује увођење новог рођака суверена у Думу са неком врстом замене за кнеза Ивана Јурјевича Патрикијева, који је пао у немилост 1499. године. „Не може се претпоставити да је прави зет суверена био забележен у списку „кнежева и бојарске деце“ у пракси и документацији најмање две године (а према Зимину, четири). То би била увреда за личност монарха. Зато датирање Холмског стицања бојарске титуле у Шереметјевљевом списку думских чинова у 7008. (1500.) годину треба сматрати тачним“, сматра В.Д. Назаров.
На венчању са кнегињом Феодосијом 1500. године, кнез Василије Холмски, за разлику од осталих учесника венчања који су имали титулу думског династије, није поменут као бољар.
Као „московски губернатор“ (али без навођења бојарске титуле), кнез Василије Данилович Холмски, заједно са кнезом Д. В. Шчењом и Јакова Захарича је учествовао у преговорима са литванским изаслаником у Москви у августу 1502. године.
У јулу 1502. године, током похода кнеза Димитрија II Жилке на Смоленск, кнезу Василију такође није додељен чин бољара, иако је стајао на челу војске изнад Јакова Захарича.
Године 1504, кнез Василије Холмски је био први бољар и слушалац у духовној повељи великог кнеза Ивана IV Васиљевича.